# Bartschia significans
Bartschia significans is een soort in de klasse van de Gastropoda (Slakken).
Het dier komt uit het geslacht Bartschia en behoort tot de familie Buccinidae. Bartschia significans werd in 1943 beschreven door Rehder.